# Graham Baker
Graham Baker és un director de cinema anglès. Va dirigir una sèrie de llargmetratges de Hollywood entre 1981 i 1999, inclosa la pel·lícula de ciència-ficció de 1988 Alien Nation.
Baker va estudiar pintura, disseny gràfic i arquitectura al Leicester College. La seva primera pel·lícula va ser el curtmetratge Leaving Lily (1975), que va ser nominat a un premi BAFTA. També ha dirigit anuncis de televisió, com ara la sèrie d'anuncis "Joe Isuzu" d'Isuzu Motors" a la dècada de 1980.
El 2008 Baker va escriure l'obra musical Ipso Facto o The Rake's Return, amb cançons de Neil Innes.

## Filmografia
- Leaving Lily (curtmetratge) (1975)
- Omen III: The Final Conflict (1981)
- Impulse (1984)
- Alien Nation (1988)
- The Recruit (1990)
- Nascut per córrer (1991)
- Beowulf (1999)
- With Love From... Suffolk (2016) (co-director)